# 乔治·达克沃斯
乔治·赫伯特·达克沃斯爵士（英語：Sir George Herbert Duckworth，CB、FSA，1868年3月5日—1934年4月27日），英国公务员。

## 早年
乔治·达克沃斯是赫伯特·达克沃斯和茱莉亚·杰克森的长子。父亲是萨默塞特郡的大律师，母亲出生于印度，她的姨妈是著名的摄影师茱莉亚·玛格丽特·卡梅隆。他有一个妹妹斯特拉（1869－1897）和一个弟弟杰拉尔德·达克沃斯（1870-1937），后者后来创立了达克沃斯出版社（Duckworth & Co）。
赫伯特·达克沃斯去世后，朱莉娅再嫁，嫁给作家莱斯利·斯蒂芬。此后乔治·达克沃斯有了四个同母异父的弟妹：画家瓦妮莎·贝尔、索比·斯蒂芬、作家弗吉尼亚·伍尔夫和精神分析学家阿德里安·斯蒂芬，均为布卢姆茨伯里派的主要成员。瓦妮莎和弗吉尼亚后来都指控她们的两个同母异父的哥哥在儿童和青少年时期对她们进行了多年的性虐待。在母亲茱莉亚·斯蒂芬去世后，而乔治·达克沃斯扮演了两位同母异父妹妹的部分母亲角色，承担起了将她们带出去社交的任务，先是瓦妮莎，然后是弗吉尼亚。
达克沃思就读于伊顿公学，1886年，他在那里成为板球队第一阵容队员，后来又效力于剑桥大学三一学院。

## 职业
1892年至1902年，达克沃斯无薪担任慈善家查尔斯·布斯（Charles Booth）的秘书，然后从1902年8月至1905年担任奥斯汀·张伯伦的私人秘书，当时张伯伦在英国内阁，先担任邮政署长，后来担任财政大臣。1906年至1908年，达克沃斯担任航运战争风险财政委员会秘书，1908年至1933年担任皇家历史遗迹委员会秘书。在第一次世界大战期间，他被任命为军需品财务副总监，任期从1915年至1918年，并于1918年担任劳工财务总监。1919年获巴斯勋章。
战后，从1919年到1920年，他担任军需品住房计划总监。1924年，他成为爱尔兰土地信托的首任主席，为爱尔兰退役军人提供住房和土地。1927年，他被授予下級勳位爵士 ，同年担任伦敦广场和开放空间皇家委员会委员。第二年，1928年，他加入了伦敦生活和劳动新调查咨询委员会。

## 私人生活
1904年9月10日，达克沃斯与第四代卡那封伯爵亨利·赫伯特的女儿玛格丽特·莱昂诺拉•伊芙琳·塞琳娜·赫伯特女士（Margaret Leonora Evelyn Selina Herbert ，1870-1959）结婚，并育有三个儿子：
- 亨利·乔治·奥斯丁·德·伊唐·赫伯特·达克沃斯（Henry George Austen de l'Etang Herbert Duckworth ，1905年6月29日至1992年2月9日）
- 奥伯伦·查尔斯·艾伦·坎贝尔·达克沃斯（Auberon Charles Alan Campbell Duckworth ，1907年2月15日至1987年4月17日）
- 安东尼·约翰·斯坦霍普·达克沃斯（Anthony John Stanhope Duckworth，1913年10月2日－1993年7月12日）

他们住在萨塞克斯郡西霍斯利（West Hoathly）的达林里奇坊（Dalingridge Place），而在伦敦，达克沃斯是旅行者俱乐部（Travellers' Club）和加里克俱乐部（Garrick Club）的会员。
达克沃斯是皇家考古学会的名誉司库和伦敦文物学会的院士 。
1947年，达克沃斯的儿子亨利·乔治与玛丽·凯瑟琳·梅迪纳（Mary Katherine Medina，1911–2009）结婚，后者是舰队司令查特菲尔德男爵（Admiral of the Fleet Lord Chatfield）的小女儿。他们的双胞胎女儿哈里特·安吉拉·维多利亚（Harriet Angela Victoria）和莎拉·玛格丽特·凯瑟琳（Sarah Margaret Katharine）出生于1951年。